# Іраклій Карселадзе
Іраклій Карселадзе (нар. 28 лютого 1978) — грузинський політик. Міністр регіонального розвитку та інфраструктури Грузії з 22 лютого 2021 року.
У 1999 році закінчив економічний факультет Тбіліського державного університету за спеціальністю «Міжнародні економічні відносини». З 2012 року обіймав посаду керівника адміністративного відділу в канцелярії уряду Грузії. З 2014 року він був виконавчим директором Фонду розвитку туризму Грузії та його дочірніх компаній, водночас був головою консультативної ради Грузинського фонду спільного інвестування. З квітня 2018 року по лютий 2021 року був першим заступником міністра регіонального розвитку та інфраструктури Грузії та головою Департаменту доріг.
Вільно володіє грузинською, англійською, німецькою та російською мовами.